# آندرز أنغستروم
آندرز أنغستروم (13 أغسطس 1814- 21 يونيو1874) هو فيزيائي سويدي وضع أسس علم المطيافية (spectroscopy). وقد درس طيف الامتصاص الشمسي وبرهن على وجود الهيدروجين في الشمس.
وحدة الطول المسماة أنغستروم والتي تساوي {\displaystyle 10^{-10}} من المتر ( أي واحد من عشرة مليارات جزء من المتر) سميت بهذا الاسم نسبة إليه.

## روابط خارجية
- آندرز أنغستروم على موقع الموسوعة البريطانية (الإنجليزية)
- آندرز أنغستروم على موقع إن إن دي بي (الإنجليزية)